# Dan Greenbaum
Daniel Robert "Dan" Greenbaum, född 12 mars 1969 i Torrance i Kalifornien, är en amerikansk före detta volleybollspelare.
Greenbaum blev olympisk bronsmedaljör i volleyboll vid sommarspelen 1992 i Barcelona.